# استفانو گالیو
استفانو گالیو (انگلیسی: Stefano Gallio؛ زادهٔ ۱۶ مهٔ ۱۹۰۸) بازیکن فوتبال اهل ایتالیا است.
از باشگاه‌هایی که در آن بازی کرده‌است می‌توان به باشگاه فوتبال اینتر میلان و باشگاه فوتبال پرو ورچلی اشاره کرد.